# Pałac w Zaleszczykach
Pałac w Zaleszczykach – wybudowany przez Poniatowskich w końcu XVIII wieku, przebudowany przez barona Leona Antoniego Brunickiego (1811–1866) w 1831. 

## Opis
W pałacu mieszkał książę Józef Poniatowski. W XIX wieku własność Brunickich i do 1939 r. rodziny Turnau. Ostatnią właścicielką pałacu była baronowa Stella Turnau (1867-1938), żona Augusta Turnaua (1865–1924).  Po 1945 r. usunięto kartusz herbowy i przerobiono budynek na szpital. Piętrowy pałac z wysuniętymi do przodu skrzydłami (ryzalitami), w środkowej części pod balkonem znajduje się główne wejście. Skrzydła dzielone pilastrami na modłę jońską. Ściany zwieńczone gzymsem. Obiekt przed II wojną światową otaczał park angielski, który sięgał plaży nad Dniestrem. W parku znajdowały się okazy drzew, z których warto wymienić: kłęk kanadyjski, miłorząb japoński, tulipanowiec amerykański.